# Astrobiología

Se ha encontrado en meteoritos, cometas y otros cuerpos celestes algunas trazas de moléculas orgánicas y aminoácidos esenciales para la vida como la glicina.

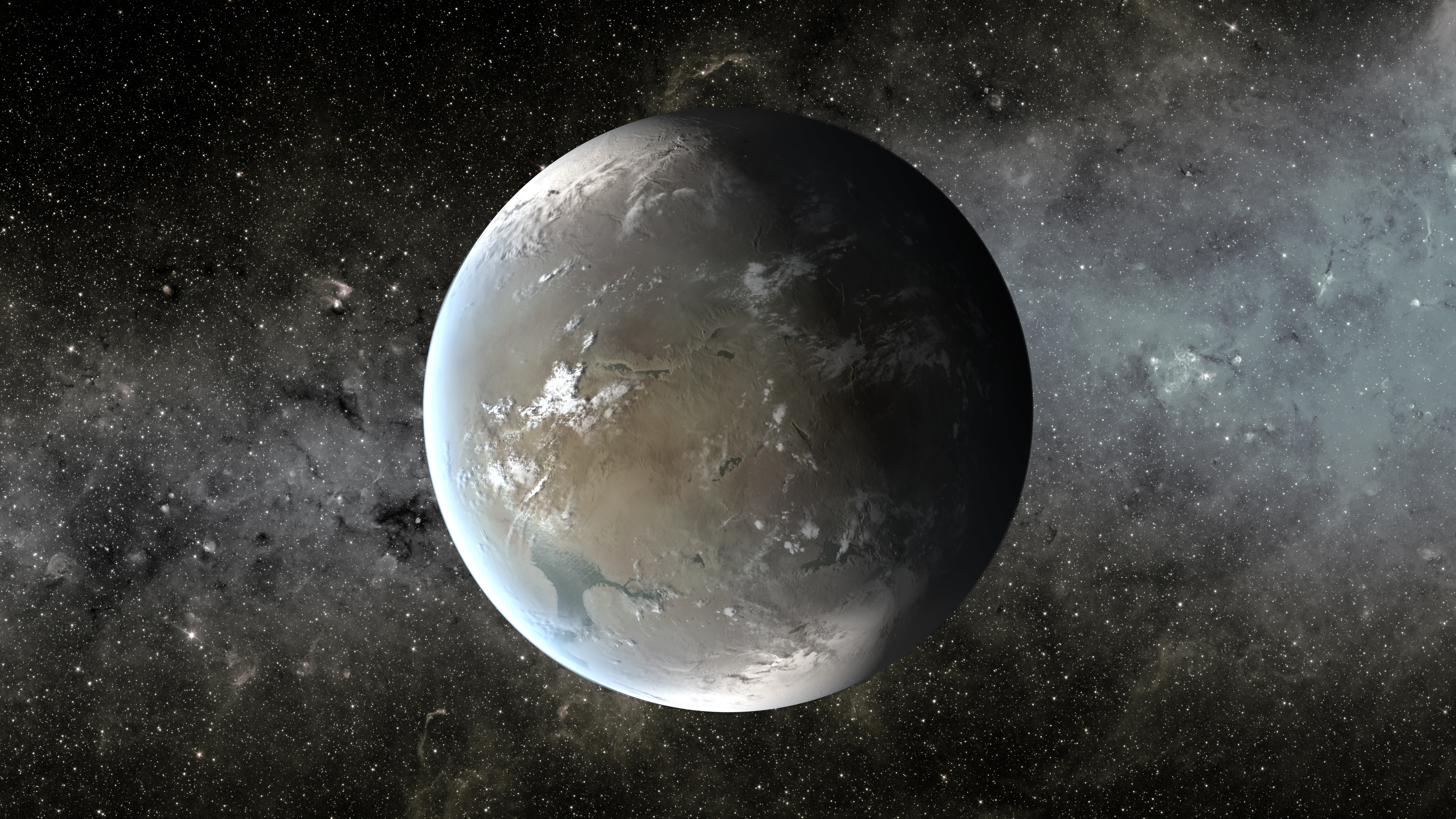
Impresión artística de una de las supertierras más análogas a la Tierra nombrada Kepler-62f, ubicada en la zona habitable de la estrella Kepler-62.

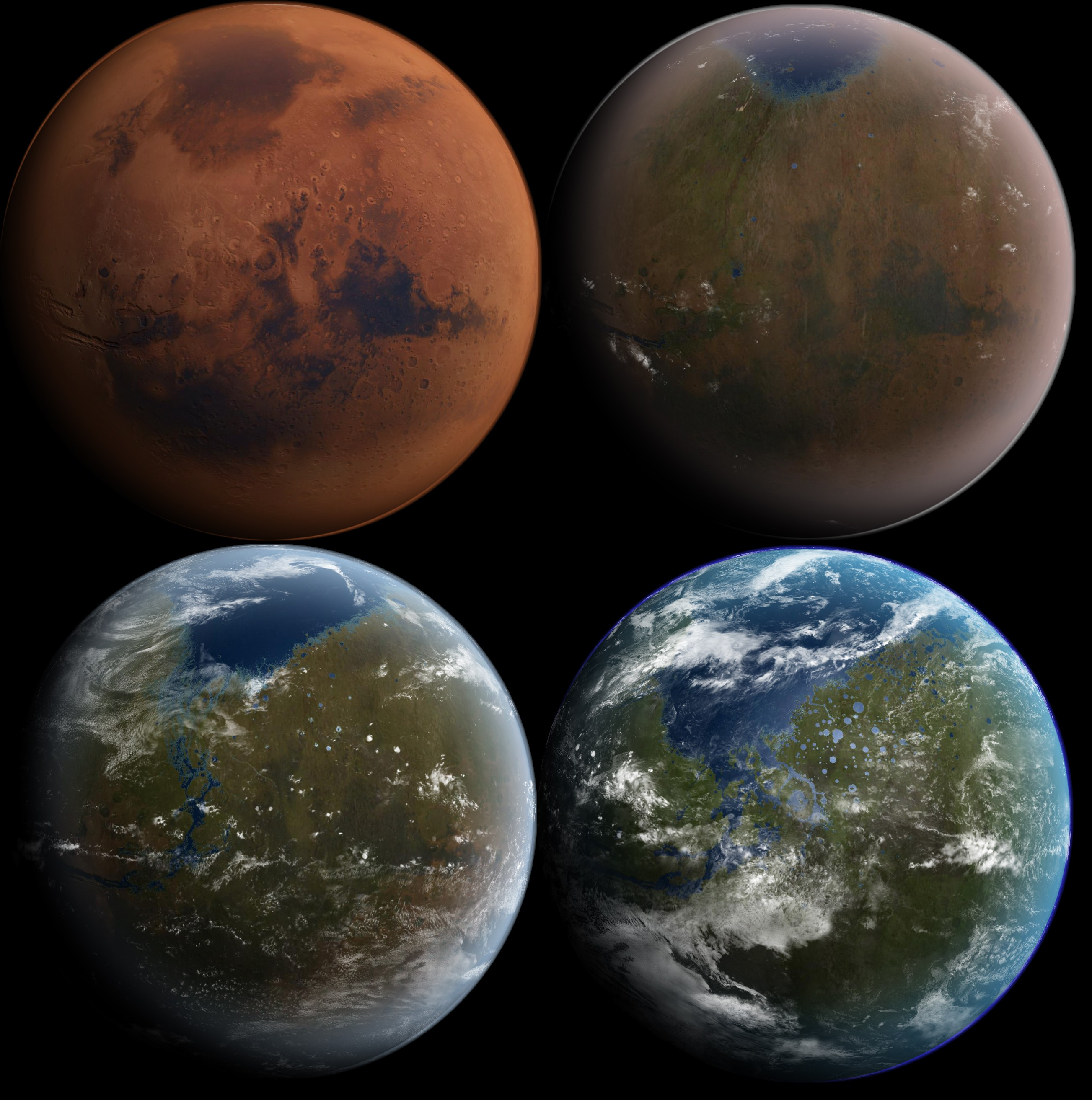
Concepción artística de una posible terraformación de Marte en el futuro lejano o, aunque poco probable, de cuando había vida en Marte en un pasado distante. Se ha confirmado la presencia de agua en Marte y la existencia de metano, un gas emitido por organismos descomponedores terrestres.

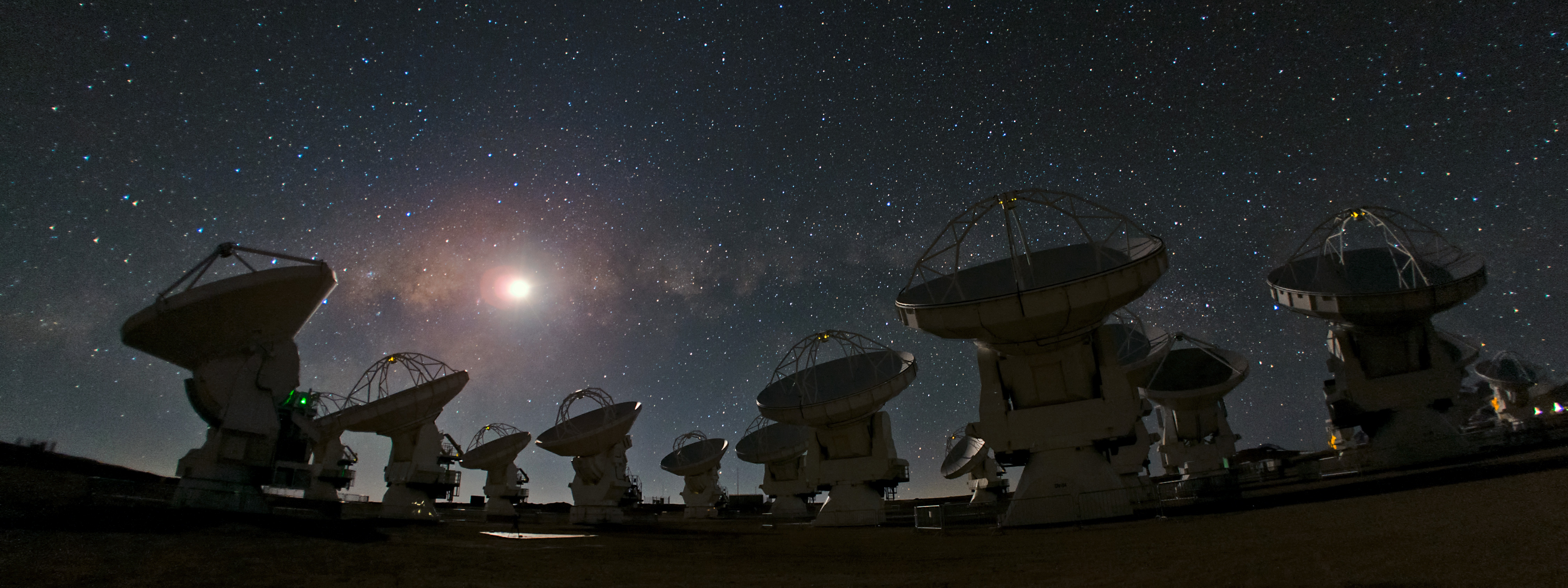
Se ha detectado en muchas ocasiones señales de radio extraterrestres provenientes de sistemas planetarios alejados, la más famosa quizás la Señal Wow!. En la imagen, los radiotelescopios ALMA.

La astrobiología es la rama de la biología y la astronomía que estudia el origen, evolución, distribución y futuro de la vida en el universo: vida extraterrestre y vida en la tierra. La astrobiología aborda el interrogante de si existe vida más allá de la Tierra, y cómo los humanos pueden detectarla si la hay. El término exobiología es similar, pero más específico; estudia específicamente las posibilidades de vida extraterrestre y los efectos de los ambientes  en los seres vivos.
Hace uso principalmente de una combinación de las disciplinas de física, química, astronomía, astrofísica, biología molecular, ecología, ciencias planetarias y geología para el estudio de la posibilidad de vida en otros planetas y ayuda a reconocer biósferas que puedan ser diferentes a las de la Tierra. El origen y la evolución temprana de la vida es una parte inseparable de la disciplina de la astrobiología. La astrobiología se ocupa de la interpretación de los datos científicos, principalmente de hipótesis que se ajustan firmemente a las teorías científicas existentes. Dados los datos más detallados y confiables sobre otras partes del universo, las raíces de la astrobiología -física, química y biología- pueden tener sus bases teóricas en entredicho.
Este campo interdisciplinario abarca la investigación sobre el origen y la evolución de los sistema planetario, los orígenes de los compuestos orgánicos en el espacio, las interacciones roca-agua-carbono, la abiogénesis en la Tierra, la habitabilidad planetaria, la investigación sobre biofirmas para la detección de la vida, y los estudios sobre las posibilidades de que la vida se adapte a los desafíos de la Tierra y del espacio exterior.
La química de la vida pudo haber comenzado poco después del Big Bang, hace 13.800 millones de años, durante una época habitable cuando el Universo tenía entre 10 a 17 millones de años. Según la hipótesis de la Panspermia, la vida microscópica -distribuida por meteoritos, asteroides y otros cuerpos pequeños del Sistema Solar- puede existir en todo el universo. Según una investigación publicada en agosto de 2015, las galaxias más grandes pueden ser más propicias para la creación y desarrollo de planetas habitables que las galaxias más pequeñas como la Vía Láctea. Sin embargo, la Tierra es el único lugar en el universo conocido por el ser humano que contiene vida. Estimaciones de zonas habitables alrededor de otras estrellas, a veces referidas como "zonas de Ricitos de Oro", junto con el descubrimiento de cientos de planetas extrasolares y nuevos conocimientos sobre hábitats extremos aquí en la Tierra, sugieren que puede haber más lugares habitables en el universo de los que se consideraron como posibles hasta hace poco.
Los estudios actuales en el planeta Marte llevados a cabo por los robots Curiosity y los exploradores Opportunity están buscando evidencias de la vida antigua, así como en las planicies relacionadas con los ríos o lagos antiguos que puedan haber sido habitables en el pasado. La búsqueda de evidencia de habitabilidad, tafonomía (relacionada con fósiles) y moléculas orgánicas en el planeta Marte es ahora un objetivo primario de la NASA y la Agencia Espacial Europea.

## Generalidades

### Etimología
La palabra astrobiología viene del griego astron, estrella; bios, vida; y logos, palabra/ciencia; ocasionalmente también es llamada xenobiología (del griego xenos, foráneo), exobiología (del griego exo, exterior) o bioastronomía, es decir, el significado literal de astrobiología es la ciencia de la vida en el cosmos, la ciencia de la vida exterior o foránea (extraterrestre), ya sea vida del pasado, presente o futuro.

### Ciencias relacionadas
La astrobiología es una ciencia multidisciplinaria que se forma de la especialización y la unión de diversas disciplinas científicas como son la astronomía, la astrofísica, la biología, la química, la geología y la física. Además de esto, las principales ciencias auxiliares de la astrobiología son la matemática, la informática y la estadística.

### Descripción
Algunas de las cuestiones que trata de responder la astrobiología son las siguientes:
- ¿Qué es la vida? ¿Cómo surgió la vida en la Tierra? ¿Cómo evoluciona y se desarrolla? ¿Hay vida en otros lugares del Universo? ¿Cuál es el futuro de la vida en la Tierra y en otros lugares?.

Diferentes instituciones científicas y educativas en todo el mundo se dedican seriamente a la búsqueda de otros planetas (por ejemplo: California & Carnegie Planet Search o The Geneva Extrasolar Planet Search Programmes). Hoy en día se conocen más de 1800 exoplanetas (su número aumenta mes a mes); sin embargo, ninguno de ellos es como la Tierra. Instituciones como el Centro de Astrobiología (CAB) y el Instituto de astrobiología de la NASA (NAI) empiezan a reforzar los pilares para detectar y entender la vida más allá de la Tierra.
La pregunta de si la vida existe o no en alguna parte del Universo además de la Tierra es una hipótesis verificable y, por lo tanto, es una línea viable para la investigación científica. La astrobiología no pretende ser una disciplina científica pura, como lo son la física o la biología, sino que representa un esfuerzo multidisciplinario por parte de investigadores de distintas áreas para intentar responder preguntas sobre la vida basándose en el conocimiento de distintos campos científicos. Es una disciplina científica que intenta abarcar todas las perspectivas posibles. Como sólo se tiene un ejemplo de vida, el conocido en la Tierra, la mayor parte del trabajo se basa en simulaciones y predicciones de las leyes fundamentales de la física y bioquímica o el conocimiento actual de la biología.
Un caso concreto de investigación astrobiológica actual es la búsqueda de vida en Marte. Existe una creciente cantidad de pruebas que sugieren que Marte tuvo antiguamente una importante cantidad de agua líquida en su superficie, siendo esta considerada un precursor esencial para desarrollo de vida.
Misiones específicamente diseñadas para la búsqueda de vida en otros planetas son, por ejemplo, las del programa Viking, o las sondas Beagle 2, ambas dirigidas a Marte. Los resultados del Viking fueron inconcluyentes, y la Beagle 2 falló en transmitir, por lo que se presume que se estrelló.
La penúltima misión, con un mayor rol de la astrobiología, es la del Mars Science Laboratory, cuyo lanzamiento tuvo lugar el 26 de noviembre de 2011; el 'Mars Science Laboratory' será la primera sonda en Marte, después de los Viking, en buscar directamente evidencia de vida pasada o presente.
La última misión de busca de vida en Marte, la cual la inicio la Agencia Espacial Europea, es la ExoMars en el año 2016.

### Preguntas trascendentales
Algunas de las preguntas que busca responder la astrobiología son: ¿Qué es la vida?, ¿cómo surgió la vida en la Tierra?, ¿Cómo evoluciona y se desarrolla la vida, si existe o no vida extraterrestre?, y ¿Cuál es el futuro de la vida en la Tierra y en otros lugares, de haberla?. Estas preguntas hacen que la astrobiología sea una ciencia con profundas implicaciones filosóficas.

## Preguntas frecuentes sobre astrobiología

### Objeto de la búsqueda
Principalmente, bacterias u otros organismos microscópicos. Como no se tienen "muestras" de vida extraterrestre, lo que se hace es estudiar algunos de los organismos de la Tierra, conocidos como extremófilos. Algunos extremófilos viven en lugares muy calientes (como Pyrodictium una bacteria que vive en el suelo marino, a una temperatura de 105 °C), mientras que otros viven dentro de las rocas, en sitios muy fríos, sitios muy salinos (como ciertas lagunas en la Puna Argentina); o bien se alimentan de azufre o hierro. En muchos de estos sitios se encuentran estromatocitos, microbialitos y matas microbianas.

### Sitios de búsqueda
En la Tierra, se estudia la vida en las fuentes hidrotermales submarinas, los estromatolitos que existen en lugares como Australia, o Cuatro Ciénegas en México, laguna Negra, laguna Diamante, Socompa, en la puna de Argentina. En España, se estudian las bacterias de Río Tinto.

### Planetas candidatos a tener vida
Se están estudiando aquellos sitios del Sistema Solar en donde se piensa que hay más probabilidades de encontrar agua líquida en forma estable. Este podría ser el caso del subsuelo de Marte, de Europa, el satélite helado de Júpiter, bajo cuya superficie helada podría existir un océano de agua líquida, de una de las lunas de Saturno, Titán, el único satélite del Sistema Solar con una atmósfera considerable, y el de Encélado, otra luna de Saturno que muestra evidencias de tener agua líquida a pocos metros de la superficie.

## Planetas fuera del Sistema Solar
Preguntas secundarias, como la existencia de mundos capaces de acoger vida y sus precursores químicos, han tenido resultados más exitosos. Mediante la utilización de distintos métodos se ha concluido que la existencia de estos planetas es más común de lo que se pensaba anteriormente, aunque éstos son usualmente muy diferentes a la Tierra. Se ha sugerido que el Sistema Solar presenta una diagramación atípica, por lo que otra opinión postula que las búsquedas actuales deben dirigirse hacia diagramas no solares. Métodos de detección mejorados sumados a un tiempo mayor de observación, sin duda servirán para descubrir más sistemas planetarios, y posiblemente, algunos como la Tierra.
El progreso de la astronomía infrarroja y submilimétrica ha incrementado la posibilidad de descubrir nuevos sistemas estelares. Búsquedas infrarrojas han descubierto cinturones de polvo y asteroides alrededor de estrellas distantes. Algunas imágenes infrarrojas contienen, supuestamente, imágenes directas de planetas, aunque esto aún está en discusión. La espectroscopia infrarroja y submilimétrica han identificado un número creciente de sustancias químicas alrededor de estrellas, lo que sostiene el origen y mantenimiento de la vida.

### Misiones espaciales

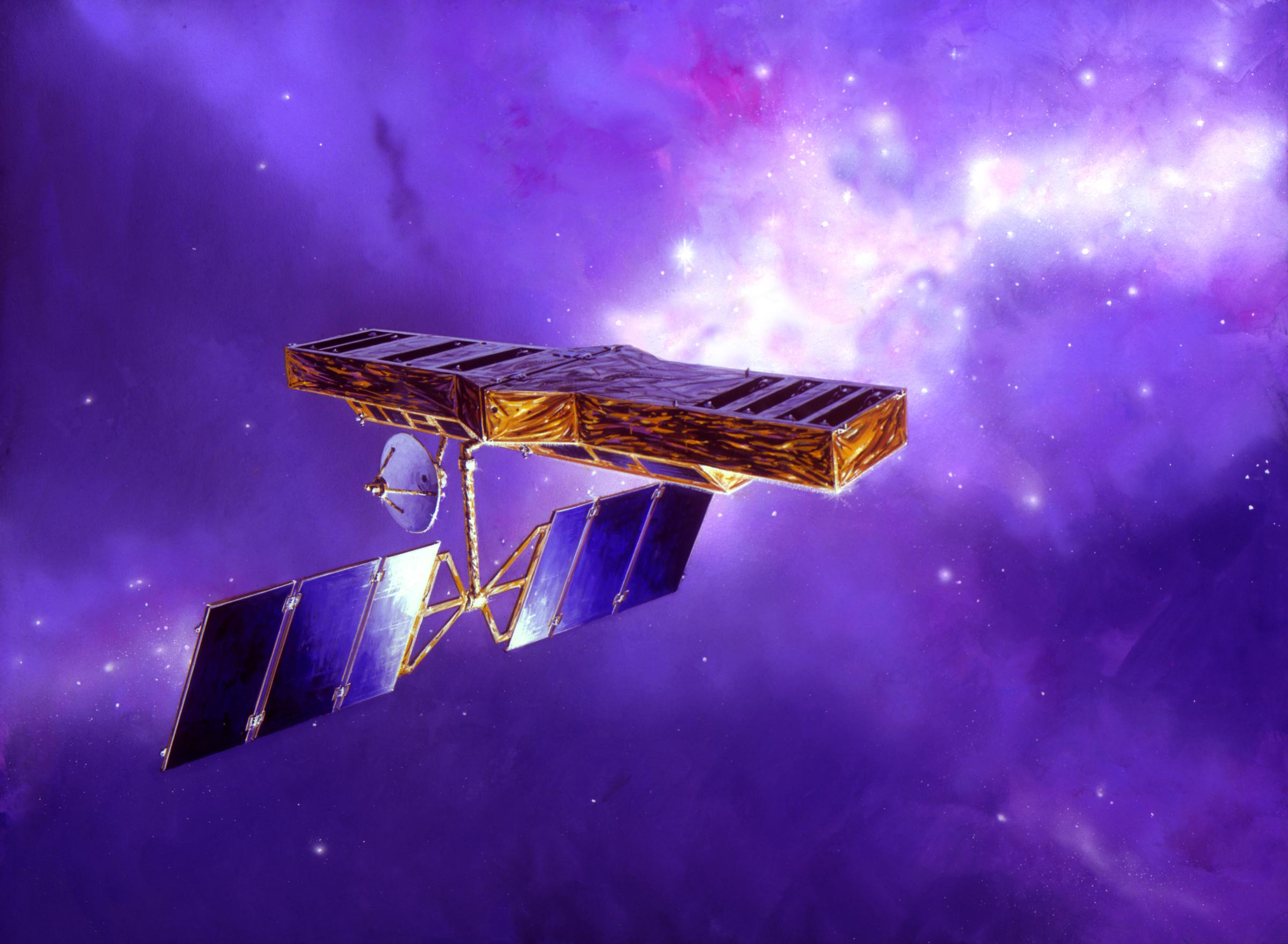
Concepción artística del telescopio SIM

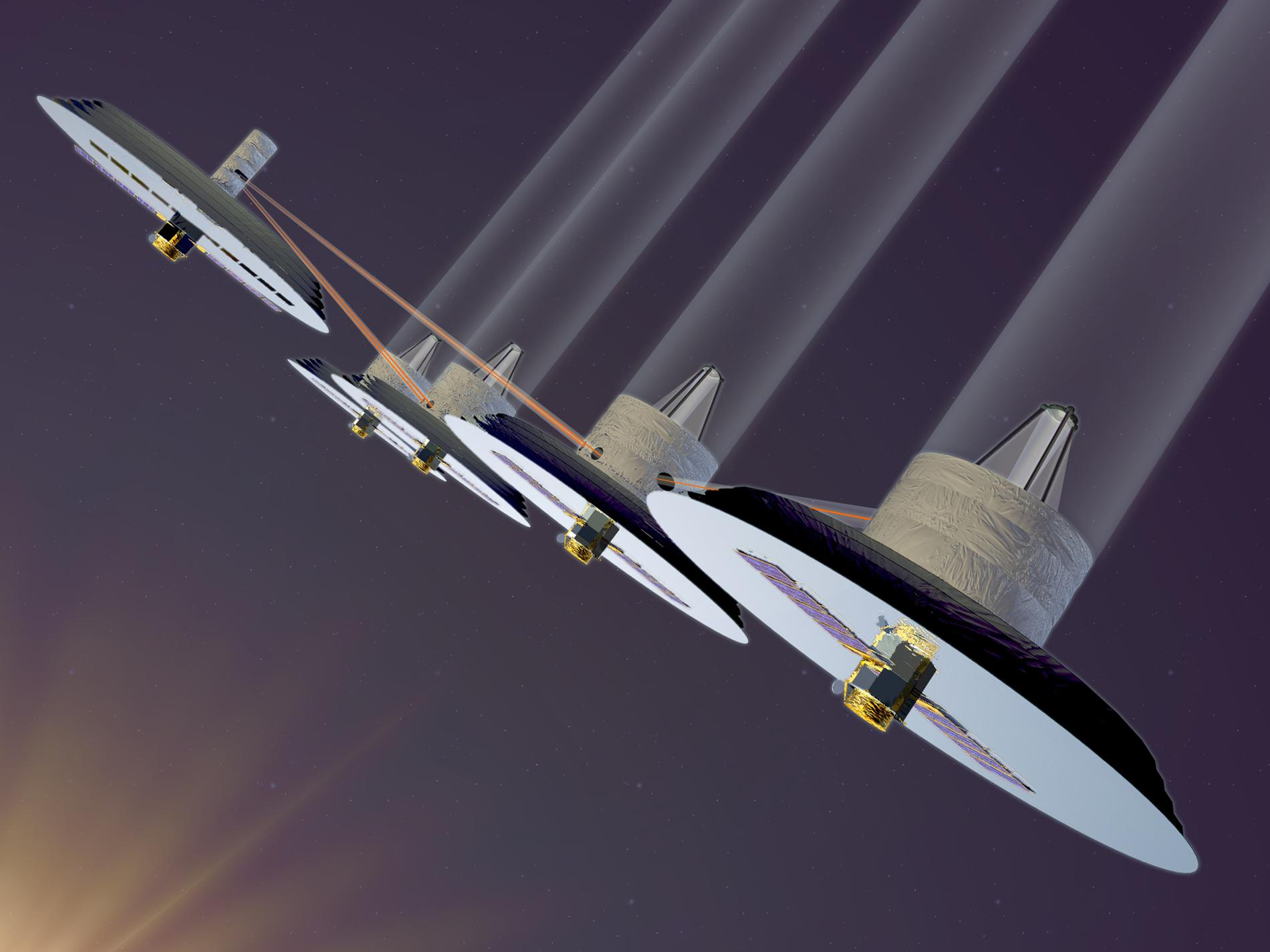
Concepción artística del Terrestrial Planet Finder.

#### Misión de Interferometría Espacial (Space Interferometry Mission - SIM)
Es un telescopio espacial en desarrollo por parte de la NASA y Northrop Grumman; su objetivo principal es la detección de planetas comparables a la Tierra mediante el uso de interferometría óptica. El proyecto fue aprobado en 1998 con lanzamiento programado para 2005, pero este fue interrumpido en cinco oportunidades debido a cuestiones presupuestarias.
Finalmente, la ejecución de la misión fue pospuesta "indefinidamente" en 2008.

#### Buscador de Planetas Terrestres (Terrestrial Planet Finder)
El Terrestrial Planet Finder (TPF) es un proyecto de la NASA para la creación de un sistema de telescopios capaz de detectar planetas extrasolares similares a la Tierra. Su lanzamiento ha sido pospuesto indefinidamente.

## Resultados de la investigación
No hay evidencia definitiva de la existencia de vida cuyo origen no sea terrestre. Sin embargo, exámenes del meteorito ALH84001 cuyo supuesto origen es el planeta Marte, sugiere la posibilidad de la existencia de microfósiles extraterrestres, aunque la interpretación de estas supuestas evidencias es aún controvertida. 
En el 2004, la señal espectral del metano fue detectada en la atmósfera marciana tanto por telescopios posicionados sobre la superficie terrestre, como por la sonda Mars Express. El metano tiene un período de vida relativamente corto en la atmósfera marciana, por lo que se supone, debe haber una fuente reciente de este gas. Como no se ha detectado actividad volcánica activa sobre la superficie de Marte (lo que podría generar el metano), algunos científicos han especulado que la fuente podría ser vida microbiana. En 2018 la misión TGO de la Agencia Espacial Europea analizó los gases de la atmósfera marciana.
La nave espacial Phoenix analizó muestras del suelo y del hielo polar de Marte, en un esfuerzo de identificar zonas habitables en ese planeta.

## Astrogenómica
El término Astrogenómica es un concepto basado en la integración de dos ramas importantes de las ciencias biológicas: Genómica y Astrobiología. La genómica, puede contribuir en la investigación de la astrobiología, abordando temas como el origen y la evolución de la vida en la Tierra, como un ejemplo para entender el origen de la vida en cualquier otro lugar del universo
Este término fue introducido por primera vez por David S. Holmes, durante la asistencia al Congreso "Integrative Biology Summit-2013" realizado el 5-7 de agosto de 2013 en la ciudad de Las Vegas (EE. UU.), donde fue invitado como uno de los expositores principales.

## Relación con otras disciplinas

### Astrobiología y ufología
La astrobiología es una ciencia constituida y auxiliada por múltiples disciplinas científicas y en observaciones y hechos comprobables, mientras que la ovnilogía o ufología es una pseudociencia que se basa en el estudio de los ovnis con base en el material fotográfico, digital u otras pruebas que pretenden darle sustento.

### Ciencia ficción
Los términos «exobiología» y «xenobiología» son muy usados en la ciencia ficción. Ambos términos pueden usarse de forma intercambiable, aunque por su uso se implica que un exobiólogo es un teórico que especula sobre las posibles formas de vida extraterrestres, mientras que un xenobiólogo suele referirse a un doctor o biólogo que es experto en la fisiología de formas de vida alienígenas, que se presumen conocidas en el contexto de la narración.